# Prioniturus
Prioniturus là một chi chim trong họ Psittacidae.